# Crime Scene
Crime Scene (hangul: 크라임씬, en español Escena del Crimen) es un programa de variedades de Corea del Sur emitido por JTBC. Es un RPG (juego de personajes) similar al juego de mesa Cluedo en donde los miembros del elenco actúan como sospechosos e intentan resolver un caso de asesinato. El objetivo del juego es que el asesino necesita evitar ser atrapado mientras que los otros personajes tienen que descubrir quién es el asesino.
La primera temporada debutó el 10 de mayo de 2014, y posteriormente otras dos temporadas se emitieron en 2015 y 2017.

## Temporada 1
Se emitió por JTBC desde el 10 de mayo de 2014 hasta el 12 de julio de 2014, cada sábado a las  23:00 KST.

### Miembros del elenco
| Nombre         | Nombre nativo | Ocupación                                                      | Notas           |
| -------------- | ------------- | -------------------------------------------------------------- | --------------- |
| Jun Hyun Moo   | 전현무        | Presentador, personalidad de televisión                        | [ 4 ]           |
| Park Ji Yoon   | 박지윤        | Personalidad de televisión                                     | [ 4 ]           |
| Hong Jin Ho    | 홍진호        | Personalidad de televisión, exjugador profesional de StarCraft | [ 4 ]           |
| NS Yoon-G      | NS윤지        | Cantante                                                       | [ 4 ]           |
| Lim Bang Geul  | 임방글        | Abogada                                                        | Episodios 1－6  |
| Kang Yong Seok | 강용석        | Abogado                                                        | Episodios 7－10 |

### Episodios
| Episodio | Fecha               | Caso                                                | Miembros Fijos                                                     | Invitado(s)                                   | Resultado | Notas |
| -------- | ------------------- | --------------------------------------------------- | ------------------------------------------------------------------ | --------------------------------------------- | --- | ----- |
| 1        | 10 de mayo de 2014  | El Asesinato del Presidente Lee Deok Man            | Jun Hyun Moo, Park Ji Yoon, Hong Jin Ho, NS Yoon-G, Lim Bang Geul  | Henry Lau (Super Junior-M)                    | Resultado Asesino: Lim Bang Geul (Lee Bo Eun) Arrestado: Jun Hyun Moo Ganador(es): Lim Bang Geul                                                       |       |
| 2        | 17 de mayo de 2014  | El Asesinato del Presidente Lee Deok Man            | Jun Hyun Moo, Park Ji Yoon, Hong Jin Ho, NS Yoon-G, Lim Bang Geul  | Henry Lau (Super Junior-M)                    | Resultado Asesino: Lim Bang Geul (Lee Bo Eun) Arrestado: Jun Hyun Moo Ganador(es): Lim Bang Geul                                                       |       |
| 3        | 24 de mayo de 2014  | El Asesinato en la Sala de Arte                     | Jun Hyun Moo, Park Ji Yoon, Hong Jin Ho, NS Yoon-G, Lim Bang Geul  | Henry Lau (Super Junior-M)                    | Resultado Asesino: Hong Jin Ho (Tom) Arrestado: Park Ji Yoon Ganador(es): Hong Jin Ho                                                                  |       |
| 4        | 31 de mayo de 2014  | El Asesinato en la Sala de Arte                     | Jun Hyun Moo, Park Ji Yoon, Hong Jin Ho, NS Yoon-G, Lim Bang Geul  | Henry Lau (Super Junior-M)                    | Resultado Asesino: Hong Jin Ho (Tom) Arrestado: Park Ji Yoon Ganador(es): Hong Jin Ho                                                                  |       |
| 5        | 7 de junio de 2014  | El Asesinato de la Líder del Equipo en una Compañía | Jun Hyun Moo, Park Ji Yoon, Hong Jin Ho, NS Yoon-G, Lim Bang Geul  | Kang Min Hyuk (CNBLUE), Lim Mun Gyu (Policía) | Resultado Asesino: NS Yoon-G (Secretaria Kim) Arrestado: NS Yoon-G Ganador(es): Jun Hyun Moo, Park Ji Yoon, Hong Jin Ho, Lim Bang Geul                 | [ 5 ] |
| 6        | 14 de junio de 2014 | El Asesinato de la Líder del Equipo en una Compañía | Jun Hyun Moo, Park Ji Yoon, Hong Jin Ho, NS Yoon-G, Lim Bang Geul  | Kang Min Hyuk (CNBLUE), Lim Mun Gyu (Policía) | Resultado Asesino: NS Yoon-G (Secretaria Kim) Arrestado: NS Yoon-G Ganador(es): Jun Hyun Moo, Park Ji Yoon, Hong Jin Ho, Lim Bang Geul                 |       |
| 7        | 21 de junio de 2014 | El Asesinato en la Prisión                          | Jun Hyun Moo, Park Ji Yoon, Hong Jin Ho, NS Yoon-G, Kang Yong Seok | Sungkyu (INFINITE)                            | Resultado Asesino: Park Ji Yoon (Robo Park) Arrestado: Hong Jin Ho Ganador(es): Park Ji Yoon                                                           | [ 6 ] |
| 8        | 28 de junio de 2014 | El Asesinato de la Señora Go                        | Jun Hyun Moo, Park Ji Yoon, Hong Jin Ho, NS Yoon-G, Kang Yong Seok | Soyou (Sistar)                                | Resultado Asesino: Hong Jin Ho (Director Hong) Arrestado: Hong Jin Ho Ganador(es): Jun Hyun Moo, Park Ji Yoon, NS Yoon-G, Kang Yong Seok               |       |
| 9        | 5 de julio de 2014  | El Asesinato en el Campo de Fútbol                  | Jun Hyun Moo, Park Ji Yoon, Hong Jin Ho, NS Yoon-G, Kang Yong Seok | Key (SHINee)                                  | Resultado Asesino: Jun Hyun Moo (Reportero Jun) Arrestado: Park Ji Yoon Ganador(es): Jun Hyun Moo                                                      | [ 1 ] |
| 10       | 12 de julio de 2014 | El Asesinato de la Actriz                           | Jun Hyun Moo, Park Ji Yoon, Hong Jin Ho, NS Yoon-G, Kang Yong Seok | Kang Min Hyuk (CNBLUE), Lim Mun Gyu (Policía) | Resultado Asesino: Jun Hyun Moo (Estrella Jun) Arrestado: Jun Hyun Moo Ganador(es): Hong Jin Ho, NS Yoon-G, Kang Yong Seok, Kang Min Hyuk, Lim Mun Gyu |       |

## Temporada 2
Se emitió por JTBC desde el 1 de abril de 2015 hasta el 24 de junio de 2015, cada miércoles a las  23:00 KST.

### Miembros del elenco
| Nombre        | Nombre nativo | Ocupación                                                      | Notas |
| ------------- | ------------- | -------------------------------------------------------------- | ----- |
| Park Ji Yoon  | 박지윤        | Personalidad de televisión                                     | [ 7 ] |
| Hong Jin Ho   | 홍진호        | Personalidad de televisión, exjugador profesional de StarCraft | [ 7 ] |
| Jang Jin      | 장진          | Director de cine                                               | [ 7 ] |
| Jang Dong Min | 장동민        | Comediante                                                     | [ 7 ] |
| Hani (EXID)   | 하니          | Cantante                                                       | [ 7 ] |

### Episodios
| Episodio | Fecha               | Caso                                                   | Miembros Fijos                                                                                          | Invitado(s)                       | Detective     | Resultado | Notas  |
| --- | ------------------- | ------------------------------------------------------ | --- | --------------------------------- | ------------- | --- | ------ |
| 1 | 1 de abril de 2015  | Prólogo de la Guerra de Razonamiento                   | Park Ji Yoon, Hong Jin Ho, Jang Jin, Jang Dong Min, Hani (EXID) Ayudante del detective: Choi Won Myeong | No aplica                         | No aplica     | Notas: Este episodio es una prueba de razonamiento. Resultado Hong Jin Ho (70) Hani (70) Jang Dong Min (55) Park Ji Yoon (35) Jang Jin (30) |        |
| 2 | 8 de abril de 2015  | El Asesinato en la Galería                             | Park Ji Yoon, Hong Jin Ho, Jang Jin, Jang Dong Min, Hani (EXID) Ayudante del detective: Choi Won Myeong | Kim Ji Hoon                       | Jang Jin      | Resultado Asesino: Jang Dong Min (Marchante Jang) Arrestado: Hong Jin Ho Ganador(es): Jang Dong Min (+300) |        |
| 3 | 15 de abril de 2015 | El Asesinato en la Tienda de Pollo Frito               | Park Ji Yoon, Hong Jin Ho, Jang Jin, Jang Dong Min, Hani (EXID) Ayudante del detective: Choi Won Myeong | Kim Ji Hoon                       | Park Ji Yoon  | Resultado Asesino: Kim Ji Hoon (Empleado Kim) Arrestado: Hani Ganador(es): Kim Ji Hoon (+300) |        |
| 4 | 22 de abril de 2015 | El Asesinato en el Concurso de Belleza                 | Park Ji Yoon, Hong Jin Ho, Jang Jin, Jang Dong Min, Hani (EXID) Ayudante del detective: Choi Won Myeong | Oh Hyun Kyung                     | Jang Dong Min | Resultado Asesino: Park Ji Yoon (Belleza Park) Arrestado: Park Ji Yoon Ganador(es): Jang Dong Min (+200), Hong Jin Ho (+100), Jang Jin (+100), Hani (+100) |        |
| 5 | 29 de abril de 2015 | El Asesinato de la Estudiante Universitaria de Chaebol | Park Ji Yoon, Hong Jin Ho, Jang Jin, Jang Dong Min, Hani (EXID) Ayudante del detective: Choi Won Myeong | Xiumin (EXO)                      | Hani          | Resultado Asesino: Jang Dong Min (Novio Jang) Arrestado: Jang Dong Min Ganador(es): Hani (+100), Jang Jin (+100), Xiumin (+100) | [ 8 ]  |
| 6 | 6 de mayo de 2015   | El Asesinato en la Agencia de Entretenimiento          | Park Ji Yoon, Hong Jin Ho, Jang Jin, Jang Dong Min, Hani (EXID) Ayudante del detective: Choi Won Myeong | Xiumin (EXO), Yoon Seong Ho       | Hong Jin Ho   | Notas: Yoon Seong Ho actúa como la víctima. Resultado Asesino: Xiumin (Vocal Si) Arrestado: Xiumin Ganador(es): Hong Jin Ho (+200), Park Ji Yoon (+100), Jang Dong Min (+100), Hani (+100)                                                                       |        |
| 7 | 13 de mayo de 2015  | El Asesinato en el Crucero I                           | Park Ji Yoon, Hong Jin Ho, Jang Jin, Jang Dong Min, Hani (EXID) Ayudante del detective: Choi Won Myeong | Xiumin (EXO)                      | Jang Jin      | Resultado Asesino: Xiumin (Gerente Si) Arrestado: Jang Dong Min Ganador(es): Xiumin (+400) | [ 2 ]  |
| 8 | 20 de mayo de 2015  | El Asesinato en el Crucero II                          | Park Ji Yoon, Hong Jin Ho, Jang Jin, Jang Dong Min, Hani (EXID) Ayudante del detective: Choi Won Myeong | NS Yoon-G, Kang Min Hyuk (CNBLUE) | Jang Jin      | Notas: Hong Jin Ho actúa como la víctima. Resultado Asesino: Hani (Azafata Ha) Arrestado: Hani Ganador(es): Park Ji Yoon (+100), Jang Dong Min (+100), NS Yoon-G (+100)                                                                                          | [ 9 ]  |
| 9 | 27 de mayo de 2015  | El Asesinato en la Habitación 804                      | Park Ji Yoon, Hong Jin Ho, Jang Jin, Jang Dong Min, Hani (EXID) Ayudante del detective: Choi Won Myeong | Jun Hyun Moo                      | Jang Dong Min | Resultado Asesino: Hong Jin Ho (Jang Jin Ho) Arrestado: Jang Jin Ganador(es): Hong Jin Ho (+500) |        |
| 10 | 3 de junio de 2015  | El Asesinato en la Intersección                        | Park Ji Yoon, Hong Jin Ho, Jang Jin, Jang Dong Min, Hani (EXID) Ayudante del detective: Choi Won Myeong | BoA                               | Park Ji Yoon  | Resultado Asesino: Hani (Hada Ha) Arrestado: Hani Ganador(es): Park Ji Yoon (+100), Jang Jin (+100), BoA (+100) | [ 10 ] |
| 11 | 10 de junio de 2015 | El Asesinato en la Villa de Montaña                    | Park Ji Yoon, Hong Jin Ho, Jang Jin, Jang Dong Min, Hani (EXID) Ayudante del detective: Choi Won Myeong | Kim Ji Hoon                       | Hong Jin Ho   | Resultado Asesino: Jang Dong Min (Amateur Jang) Arrestado: Jang Dong Min Ganador(es): Park Ji Yoon (+100), Jang Jin (+100), Hani (+100) |        |
| 12 | 17 de junio de 2015 | El Asesinato de PD de Crime Scene                      | Park Ji Yoon, Hong Jin Ho, Jang Jin, Jang Dong Min, Hani (EXID) Ayudante del detective: Choi Won Myeong | Pyo Chang Won                     | Pyo Chang Won | Resultado Asesino: Jang Jin (Director Genio) Arrestado: Jang Jin Arrestado por: Park Ji Yoon, Hong Jin Ho, Hani, Pyo Chang Won Notas: Jang Jin acuchilló a la víctima con el arma pero la herida no fue la causa de muerte, así que no fue el verdadero asesino. |        |
| 13 | 24 de junio de 2015 | El Asesinato de PD de Crime Scene                      | Park Ji Yoon, Hong Jin Ho, Jang Jin, Jang Dong Min, Hani (EXID) Ayudante del detective: Choi Won Myeong | Pyo Chang Won                     | Pyo Chang Won | Resultado Verdadero asesino: Park Ji Yoon (Reina de Presentadora) Arrestado: Park Ji Yoon Ganador(es): Hong Jin Ho (+200), Jang Jin (+200), Jang Dong Min (+200), Hani (+200)                                                                                    |        |
| Resultados finales de la temporada 2 Premio acumulado: Hong Jin Ho (₩10,000,000) Jang Dong Min (₩9,000,000) Invitados (₩8,000,000) Hani (₩6,000,000) Jang Jin (₩5,000,000) Park Ji Yoon (₩4,00,000) Los primeros tres lugares Hong Jin Ho, Jang Dong Min y los invitados ganaron su premio acumulado. Los invitados compartieron el premio de ₩8,000,000. |                     |                                                        | |                                   |               | |        |

## Temporada 3
Se emitió por JTBC desde el 21 de abril de 2017 hasta el 14 de julio de 2017, cada viernes a las  21:00 KST.

### Miembros del elenco
| Nombre              | Nombre nativo | Ocupación                                                      | Notas           |
| ------------------- | ------------- | -------------------------------------------------------------- | --------------- |
| Park Ji Yoon        | 박지윤        | Personalidad de televisión                                     | [ 11 ]          |
| Jang Jin            | 장진          | Director de cine                                               | [ 11 ]          |
| Kim Ji Hoon         | 김지훈        | Actor                                                          | [ 11 ]          |
| Yang Se Hyung       | 양세형        | Comediante                                                     | [ 11 ]          |
| Jung Eun Ji (Apink) | 정은지        | Cantante, actriz                                               | [ 11 ]          |
| Hong Jin Ho         | 홍진호        | Personalidad de televisión, exjugador profesional de StarCraft | Episodios 8－12 |

### Episodios
| Episodio | Fecha               | Caso                                        | Miembros Fijos                                                                                                   | Invitado(s)                        | Detective     | Resultado | Notas  |
| --- | ------------------- | ------------------------------------------- | --- | ---------------------------------- | ------------- | --- | ------ |
| 0 | 21 de abril de 2017 | Prólogo de la Guerra de Razonamiento        | Park Ji Yoon, Jang Jin, Kim Ji Hoon, Yang Se Hyung, Jung Eun Ji Ayudante del detective: Kim Min Gyu              | No aplica                          | No aplica     | Notas: La primera mitad de este episodio es la revisión de los casos en la temporada 2. La última mitad es el primer encuentro entre los jugadores de la temporada 3 con la aparición especial del primer invitado Song Jae Rim.                              |        |
| 1 | 28 de abril de 2017 | El Asesinato del Candidato Presidencial     | Park Ji Yoon, Jang Jin, Kim Ji Hoon, Yang Se Hyung, Jung Eun Ji Ayudante del detective: Kim Min Gyu              | Song Jae Rim                       | Kim Ji Hoon   | Resultado Asesino: Song Jae Rim (Representante Song) Arrestado: Song Jae Rim Ganador(es): Kim Ji Hoon (+100), Park Ji Yoon (+100), Jang Jin (+100), Yang Se Hyung (+100), Jung Eun Ji (+100)                                                                  |        |
| 2 | 5 de mayo de 2017   | El Asesinato del Chef Estrella              | Park Ji Yoon, Jang Jin, Kim Ji Hoon, Yang Se Hyung, Jung Eun Ji Ayudante del detective: Kim Min Gyu              | Song Jae Rim                       | Yang Se Hyung | Resultado Asesino: Kim Ji Hoon (Propietario Kim) Arrestado: Kim Ji Hoon Ganador(es): Park Ji Yoon (+100), Jang Jin (+100), Jung Eun Ji (+100), Song Jae Rim (+100)                                                                                            | [ 12 ] |
| 3 | 12 de mayo de 2017  | El Asesinato en la Academia de Policía      | Park Ji Yoon, Jang Jin, Kim Ji Hoon, Yang Se Hyung, Jung Eun Ji Ayudante del detective: Kim Min Gyu              | Hani (EXID), NS Yoon-G             | Jang Jin      | Notas: Jung Eun Ji estuvo ausente. NS Yoon-G reemplazó a Jung Eun Ji temporalmente. Resultado Asesino: NS Yoon-G (Profesora Yoon) Arrestado: Kim Ji Hoon Ganador(es): NS Yoon-G (+300)                                                                        |        |
| 4 | 19 de mayo de 2017  | El Asesinato del Tramposo                   | Park Ji Yoon, Jang Jin, Kim Ji Hoon, Yang Se Hyung, Jung Eun Ji Ayudante del detective: Kim Min Gyu              | Kim Byeong-ok                      | Jung Eun Ji   | Resultado Asesino: Yang Se Hyung (Detective Yang) Arrestado: Jang Jin Ganador(es): Yang Se Hyung (+400) |        |
| 5 | 26 de mayo de 2017  | El Asesinato del Actor Musical              | Park Ji Yoon, Jang Jin, Kim Ji Hoon, Yang Se Hyung, Jung Eun Ji Ayudante del detective: Kim Min Gyu              | Jin Young (B1A4)                   | Yang Se Hyung | Resultado Asesino: Jung Eun Ji (CEO Jung) Arrestado: Jung Eun Ji Ganador(es): Yang Se Hyung (+100), Park Ji Yoon (+100), Jang Jin (+100), Jin Young (+100) | [ 13 ] |
| 6 | 2 de junio de 2017  | El Asesinato en la Cafetería Suk            | Park Ji Yoon, Jang Jin, Kim Ji Hoon, Yang Se Hyung, Jung Eun Ji Ayudante del detective: Kim Min Gyu              | Jang Dong Min, So Jin (Girl's Day) | Park Ji Yoon  | Notas: Yang Se Hyung estuvo ausente. Jang Dong Min reemplazó a Yang Se Hyung temporalmente. Resultado Asesino: Jung Eun Ji (Dama Jung) Arrestado: Jung Eun Ji Ganador(es): Park Ji Yoon (+200), Jang Jin (+100), Kim Ji Hoon (+100), So Jin (+100)            | [ 14 ] |
| 7 | 9 de junio de 2017  | El Asesinato en el Campamento               | Park Ji Yoon, Jang Jin, Kim Ji Hoon, Yang Se Hyung, Jung Eun Ji Ayudante del detective: Kim Min Gyu              | Cha Eun Woo (ASTRO)                | Park Ji Yoon  | Resultado Asesino: Cha Eun Woo (Cha Eun Woo) Arrestado: Cha Eun Woo Ganador(es): Park Ji Yoon (+100), Jang Jin (+100), Kim Ji Hoon (+100), Yang Se Hyung (+100), Jung Eun Ji (+100)                                                                           | [ 3 ]  |
| 8 | 16 de junio de 2017 | El Asesinato en la High School de Ciencia   | Park Ji Yoon, Jang Jin, Kim Ji Hoon, Yang Se Hyung, Jung Eun Ji, Hong Jin Ho Ayudante del detective: Kim Min Gyu | No aplica                          | Hong Jin Ho   | Resultado Asesino: Park Ji Yoon (Park Ji Yoon) Arrestado: Park Ji Yoon Ganador(es): Hong Jin Ho (+200), Jang Jin (+100), Kim Ji Hoon (+100), Yang Se Hyung (+100), Jung Eun Ji (+100)                                                                         | [ 15 ] |
| 9 | 23 de junio de 2017 | El Asesinato en la Mansión                  | Park Ji Yoon, Jang Jin, Kim Ji Hoon, Yang Se Hyung, Jung Eun Ji, Hong Jin Ho Ayudante del detective: Kim Min Gyu | Jang Dong Min                      | Jang Jin      | Notas: Kim Ji Hoon estuvo ausente. Jang Dong Min reemplazó a Kim Ji Hoon temporalmente. Resultado Asesino: Hong Jin Ho (Abogado Hong) Arrestado: Hong Jin Ho Ganador(es): Park Ji Yoon (+100), Yang Se Hyung (+100), Jung Eun Ji (+100), Jang Dong Min (+100) |        |
| 10 | 30 de junio de 2017 | El Asesinato en el Hotel                    | Park Ji Yoon, Jang Jin, Kim Ji Hoon, Yang Se Hyung, Jung Eun Ji, Hong Jin Ho Ayudante del detective: Kim Min Gyu | Pyo Chang Won, Jang Sung Kyu       | Pyo Chang Won | Notas: Yang Se Hyung estuvo ausente. Jang Sung Kyu actúa como la víctima. Resultado Asesino: Jang Jin (Negocios Jang) Arrestado: Park Ji Yoon Ganador(es): Jang Jin (+500)                                                                                    | [ 16 ] |
| 11 | 7 de julio de 2017  | El Asesinato en el Pueblo de Isla           | Park Ji Yoon, Jang Jin, Kim Ji Hoon, Yang Se Hyung, Jung Eun Ji, Hong Jin Ho Ayudante del detective: Kim Min Gyu | So Jin (Girl's Day)                | Yang Se Hyung | Notas: Kim Ji Hoon estuvo ausente. Resultado Asesino: Park Ji Yoon (Haenyeo Park) Arrestado: So Jin Ganador(es): Park Ji Yoon (+400) |        |
| 12 | 14 de julio de 2017 | El Asesinato de la Guionista de Crime Scene | Park Ji Yoon, Jang Jin, Kim Ji Hoon, Yang Se Hyung, Jung Eun Ji, Hong Jin Ho Ayudante del detective: Kim Min Gyu | No aplica                          | No aplica     | Notas: El plazo para investigación fue 144 minutos. Resultado Asesino: Jang Jin Arrestado: Jang Jin Ganador(es): Park Ji Yoon (+200), Kim Ji Hoon (+200), Yang Se Hyung (+200), Hong Jin Ho (+200)                                                            | [ 17 ] |
| Resultados finales de la temporada 3 Premio acumulado: Park Ji Yoon (₩13,000,000) Yang Se Hyung (₩11,000,000) Jang Jin (₩9,000,000) Kim Ji Hoon (₩7,000,000) Invitados + Hong Jin Ho (₩7,000,000) Jung Eun Ji (₩6,00,000) Los primeros tres lugares Park Ji Yoon, Yang Se Hyung y Jang Jin ganaron su premio acumulado. |                     |                                             | |                                    |               | |        |

## Emisión internacional
- Hong Kong: Viu TV (2017).

## Versiones internacionales
- China: «Who's the Murderer» (明星大偵探) desde el 27 de marzo de 2016 por Mango TV